# كازوكي تسودا
كازوكي تسودا (باليابانية: 津田 和樹) (26 يوليو 1982 في طوكيو في اليابان – )؛ هو لاعب كرة قدم ياباني سابق كان يلعب كمدافع.

## وصلات خارجية
- كازوكي تسودا على موقع رابطة كرة القدم اليابانية للمحترفين (اليابانية)
- كازوكي تسودا على موقع قاعدة بيانات كرة القدم.إي يو (الإنجليزية)
- كازوكي تسودا على موقع Soccerway.com (الإنجليزية)